# Ебрагім Моншизаде
Ебрагім Моншизаде (перс. ابراهیم منشی زاده, трансліт. Ebrāhīm Manshīzāde) іранський політичний діяч і засновником Комітету покарань,Батько відомого іранського нацистського діяча Давуда Моншизаде.

## Життя

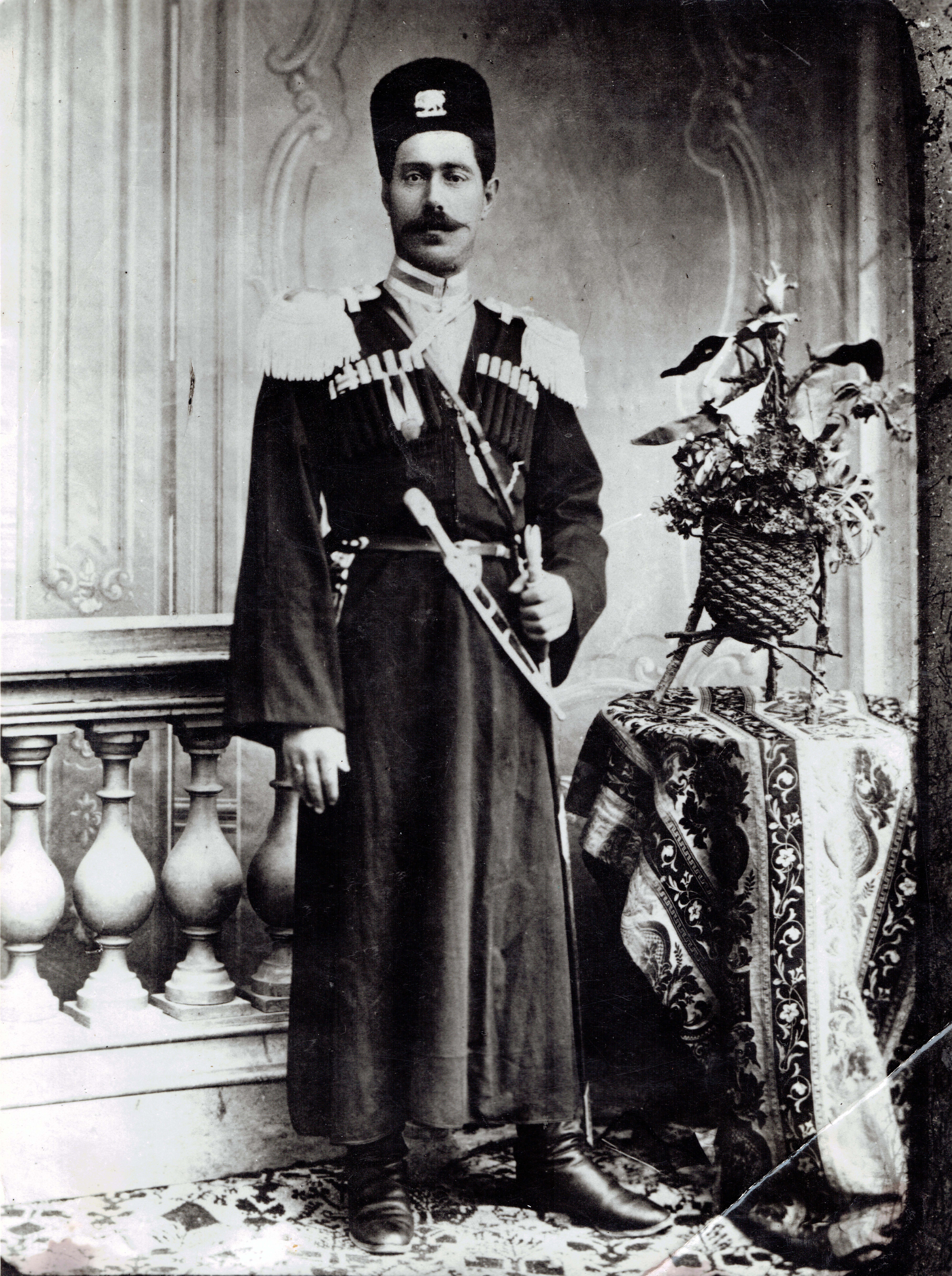
Карім Хан Моншизаде, батько Ебрагіма Моншизаде

Народився в Ерівань (нині Єреван) у Російській імперії в родині вихідців із Ширазу,належав до роду, який переселився з Ширазу в Ерівань за часів Сефевідського періоду.
Він жив у Єревані до 1889 року, коли разом зі своїм батьком, Карім-ханом Моншизаде, переїхав до Ірану.
Після переїзду до Ірану він навчався в університеті Дар-уль-Фунун і почав свою політичну діяльність після того, як його батька отруїли до смерті місцеві чиновники Каджара.
Брав участь у Перській Конституційній революції, де приєднався до конституціоналістів Гіляна.
Він заснував комітет покарань 1 вересня 1916 року разом з Асадалла Хан Абольфат Заде.Пізніше він був заарештований і засланий до Калат-е-Надері, але був убитий по дорозі за наказом Восуга од-Доулеха в Дамгані .  
Давуд Моншизаде, засновник ультраправої іранської нациської партії СУМКА, був його сином. 